# Mirko Cecić
Mirko Cecić (Lastovo, 23. srpnja 1911. – Busto Arsizio, Italija) je bio hrvatski bogoslov i povjesničar. U talijanskim je izvorima pod imenom Emerico Ceci i Mirko Cecich., Iako se je rodio na Lastovu, podrijetlom je sa Šolte. Nakon 1947. je godine živio u Italiji.
Napisao je djela u kojima je proučavao Solin i okolicu osobito Salonu:
- I monumenti pagani di Salona, 1962.[5]
- I monumenti christiani di Salona, Milano, 1963. (quondam Mirko Cecich([6]
- Conforti e bellezze della fede - testo di religione per il triennio inferiore (scuola media ed avviamento), Torino[7] (suautor: Ernest Perić)
- La Celeste Sapienza - completato e unificato secondo le recenti disposizioni dell'Autorità ecclesiastica - con illustrazioni a colori [7](suautor: Ernest Perić)

## Vanjske poveznice
- Općina Busto Arsizio[neaktivna poveznica] Pietre vive per continuare a ricordare (spominje Mirka Cecića)